# Чеботар Микола Акимович
Микола Акимович Чеботар (рум. Nicolae Cebotari; нар. 21 травня 1958, Кишинів, Молдавська РСР) — радянський та молдовський футболіст, воротар, молдовський футбольний тренер. Генеральний секретар Федерації футболу Молдови.

## Клубна кар'єра
Вихованець кишинівського «Ністру» та чернівецької «Буковини». З 1975 по 1976 рік виступав у дублі «Ністру». Дебютував у першій команді кишинівського клубу 27 березня 1977 року в переможному (2:0) домашньому поєдинку 1/32 фіналу кубку СРСР проти ленінградського «Динамо». Микола вийшов на поле в стартовому складі та відстояв увесь матч «на нуль». У Першій лізі радянського чемпіонату дебютував 8 червня 1977 року в нічийному (1:1) виїзному поєдинку 13-о туру проти душанбинського «Паміра». Чеботар вийшов на поле на 46-й хвилині, замінивши Золтана Мілеса, а на 84-й хвилині пропустив м'яч після удару Володимира Кузнєцова. Проте через відсутність ігрової практики керівництво ністру вирішило того ж року відправити молодого воротаря набиратися досвіду до «Сперанци» (Дрокія), яка виступала в Другій союзній лізі. У футболці «Сперанци» зіграв 17 матчів, в яких пропустив 27 м'ячів. У 1978 році повернувся до «Ністру», в складі якого виступав до 1981 року. У складі кишинівського клубу в чемпіонатах СРСР зіграв 146 матчів, ще 9 матчів (11 пропущених м'ячів) провів у кубку СРСР.
У 1982 році проходив військову службу в київському СКА. Дебютував у футболці «армійців» 20 лютого 1982 року в програному (0:4) виїзному поєдинку 3 зони кубку СРСР проти харківського «Металіста». Микола вийшов на поле в стартовому складі та відіграв увесь матч. Дебютував у Першій лізі за киян 9 квітня 1982 року в нічийному (0:0) виїзному поєдинку 1-о туру проти кіровського «Динамо». Микола вийшов на поле в стартовому складі та відстояв «на нуль» увесь матч. У складі СКА в Першій лізі зіграв 17 матчів (27 пропущених м'ячів), ще 5 матчів (11 пропущених м'ячів) відіграв у кубку СРСР.
У 1983 році повернувся в «Ністру». Повторно дкбютував за кишинівську команду 5 липня 1983 року в програному (0:6) виїзному поєдинку 18-о туру Вищої ліги проти дніпропетровського «Дніпра». Чеботар вийшов на поле в стартовому складі та відіграв увесь матч. За підсумками сезону 1983 року у Вищій лізі зіграв 17 матчів, в яких пропустив 38 м'ячів. Наступний сезон також розпочав у складі «Ністру», але на поле в офіційних матчах за кишинівський клуб не виходив. Тому вже по ходу чемпіонату перейшов до друголігової «Зарі» (Бєльці). У складі клубу з Бєльців зіграв 49 матчів у Другій лізі союзного чемпіонату. У 1985 році знову повернувся до «Ністру». Дебютував у футболці кишинівського клубу 29 липня 1985 року в переможному (4:0) домашньому поєдинку 1-о туру групи «Б» Першої ліги проти краснодарської «Кубані». Микола вийшов на поле в стартовому складі та відстояв увесь матч «на нуль». У футболці «Ністру» в Першій лізі чемпіонату СРСР провів 49 поєдинків, в яких пропустив 115 м'ячів. Ще 1 поєдинок (5 пропущених м'ячів) відіграв у кубку СРСР.
У 1987 році підсилив друголігову чернівецьку «Буковину», кольори якої захищав до завершення сезону 1988 року. За цей час у футболці чернівецького колективу відіграв 95 матчів. У 1989 році повернувся до Молдови, де поповнив ряди команди «Заря» (Бєльці). У складі колективу з Бєльців зіграв 47 матчів. 1990 року повернувся до «Ністру» (наступного року команда змінила свою назву на «Зімбру»). Дебютував у футболці кишинівського клубу 16 травня 1990 року в нічийному (1:1) домашньому поєдинку 9-о туру Першої ліги проти «Котайка». Микола вийшов на поле в стартовому складі та відіграв увесь матч. У складі «Ністру»/«Зімбру» в Першій лізі СРСР зіграв 36 матчів, в яких пропустив 34 м'ячі. У 1992 році був учасником першого розіграшу незалежного чемпіонату Молдови в складі «Амокома» (Кишинів). У футболці «Амокома» зіграв 16 матчів, в яких пропустив 21 м'яч.

## Кар'єра в збірній
У 1979 році був викликаний до складу збірної Молдавської РСР для участі в Літній спартакіаді народів СРСР 1979 року. На цьому турнірі провів 2 поєдинки: проти збірної Москви та проти збірної Казахської РСР.

## Кар'єра функціонера
По завершенні ігрової кар'єри розпочав тренерську діяльність. З липня 1992 року по червень 1993 року працював головним тренером «Молдова» (Боросеній-Ной). У 1994 році очолював «Ністру» (Атаки).
У березні 1998 року був обраний Генеральним секретарем Федерації футболу Молдови. Переобирався на цю посаду в 2001, 2005, 2009 та 2013 році. З 2007 року працює в Комітеті УЄФА по роботі зі ЗМІ.